# Bougnies
Bougnies is een dorp in de Belgische provincie Henegouwen, en een deelgemeente van de Waalse stad Quévy. Bougnies was een zelfstandige gemeente tot aan de gemeentelijke herindeling van 1977. Sint-Maarten is de patroonheilige van Bougnies.

## Bezienswaardigheden
- De Sint-Martinuskerk (Église Saint-Martin) is een gotisch kerkgebouw van 1617 met elementen van een vroegere, 13-eeuwse, kerk. In 1714 werden schip en toren gerenoveerd. Het doopvont is van 1591.
- Het Kasteel van Bougnies (Château de Bougnies) is een groot landhuis van 1777 en werd in de 19e en 20e eeuw gewijzigd. Het is gelegen in een groot park.
- De Onze-Lieve-Vrouw-van-Loretokapel (Chapelle Notre-Dame de Lorette) is een classicistische kapel van 1725.
- De Sint-Martinuskapel is van 1726 en 1735.

## Natuur en landschap
Bougnies wordt doorstroomd door de By. De hoogte aan de kerk bedraagt 80 meter.

## Demografische ontwikkeling
- Bronnen:NIS, Opm:1831 tot en met 1970=volkstellingen

## Externe links

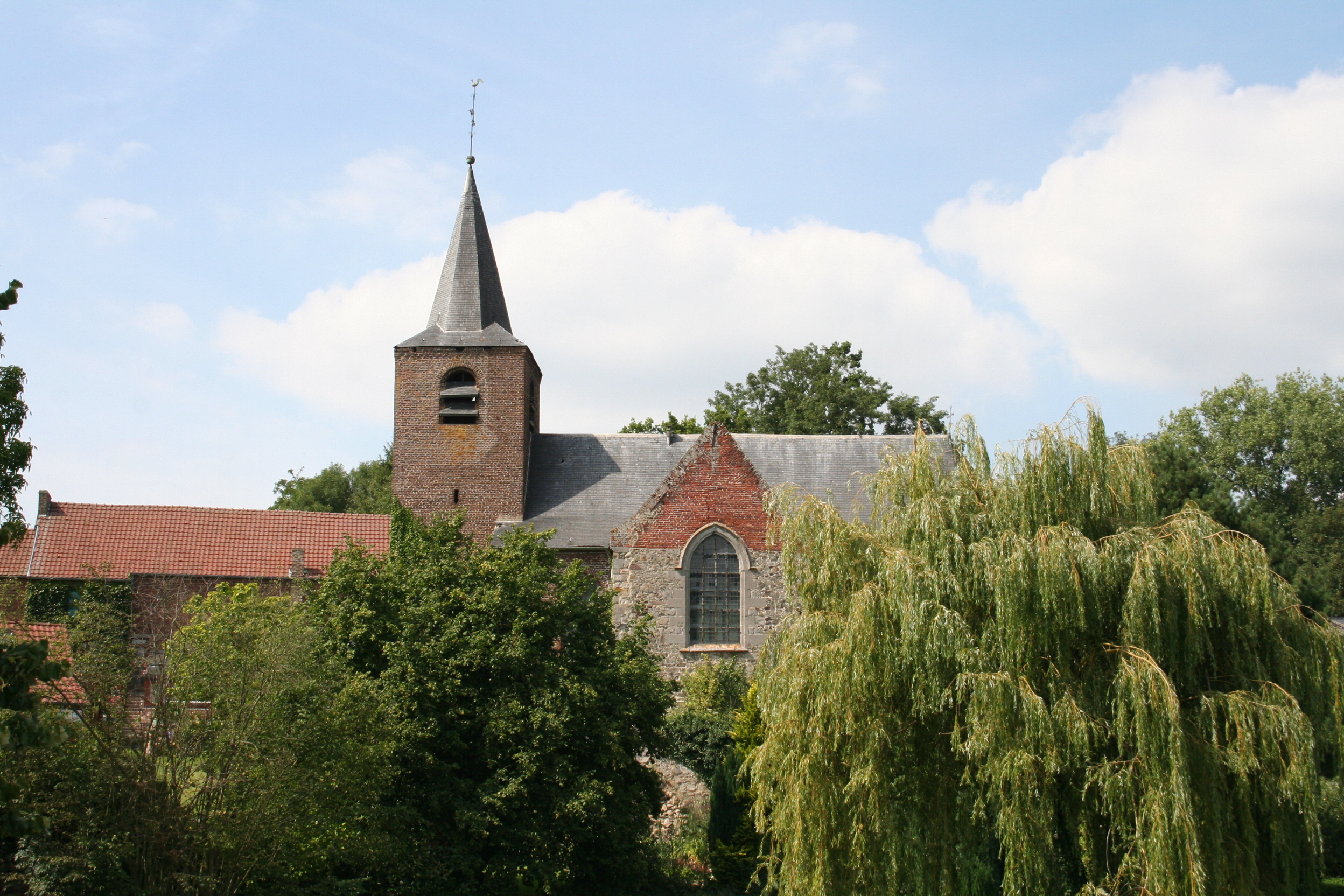
Bougnies

## Nabijgelegen kernen
Asquillies, Genly, Quévy-le-Petit